# ГЕС Ле-Буа
ГЕС Ле-Буа (фр. Les Bois) — гідроелектростанція на південному сході Франції, споруджена у Грайських Альпах на північно-західному схилі масиву Монблан.
Особливістю цієї дериваційної ГЕС є спосіб збору ресурсу. Вона не має традиційного водосховища, а живиться за рахунок прямого захоплення талої води під льодовиком Мер-де-Глас (найбільший у Франції), який спускається з Монблану в долину Арву (ліва притока Рони). Як наслідок, станція працює лише в період між травнем та жовтнем. У інший період року провадиться постійне технічне обслуговування для видалення льоду зі стін тунелів, на яких він наростає зі швидкістю 20 сантиметрів на добу.
Зібраний під льодом ресурс через дериваційний тунель довжиною 1,7 км спрямовується через гірський масив на лівобережжі річки l'Aveyron, яка утворюється витікаючими з Мер-де-Глас потоками та невдовзі впадає у Арв. Тунель переходить у напірну шахту довжиною 0,3 км, що подає воду до машинного залу. Останній споруджений у підземному виконанні та має розміри 36х20 метрів та висоту 20 метрів. Доступ до залу здійснюється через тунель довжиною 0,5 км.
Основне обладнання станції складає один гідроагрегат потужністю 42 МВт, який забезпечує виробництво 115 млн кВт-год електроенергії на рік. Через те, що тала вода несе з собою велику кількість піску, гравію та каміння, турбіна потребує щорічної заміни лопатей. Відпрацьована вода через відвідний тунель довжиною 0,4 км потрапляє до l'Aveyron.
Внаслідок природного танення льодовика (лише за 2003—2009 роки він відступив на 30 метрів) наявна водозбірна мережа виявилась нездатною забезпечувати роботу станції. Тому в 2011 році проклали нову галерею довжиною 1,1 км до виявленого в результаті досліджень іншого водного потоку під льодовиком.